# Dalophia luluae
Dalophia luluae — вид плазунів з родини амфісбенових (Amphisbaenidae). Ендемік Демократичної Республіки Конго.

## Поширення і екологія
Dalophia luluae мешкають в провінції Луалаба на південному заході ДР Конго. Вони живуть в сухих саванах, порослих деревами і чагарниками. Зустрічаються на висоті від 800 до 1000 м над рівнем моря.

## Збереження
МСОП класифікує цей вид як такий, що перебуває під загрозою зникнення. Dalophia luluae загрожує знищення природного середовища.